# Hultarp
Hultarp este o arie protejată (arie specială de conservare — SAC, sit de importanță comunitară — SCI) din Suedia întinsă pe o suprafață de 0,09 ha, integral pe uscat.

## Localizare
Centrul sitului Hultarp este situat la coordonatele 57°59′01″N 14°58′20″E / 57.9836°N 14.9723°E.

## Înființare
Situl Hultarp a fost declarat sit de importanță comunitară în ianuarie 2002 pentru a proteja 1 specie de animale. Situl a fost protejat și ca arie specială de conservare în martie 2011.

## Biodiversitate
Situată în ecoregiunea boreală, aria protejată nu include niciun habitat protejat.
La baza desemnării sitului se află o specie protejată de  amfibieni: triton cu creastă (Triturus cristatus).